# Diogenita

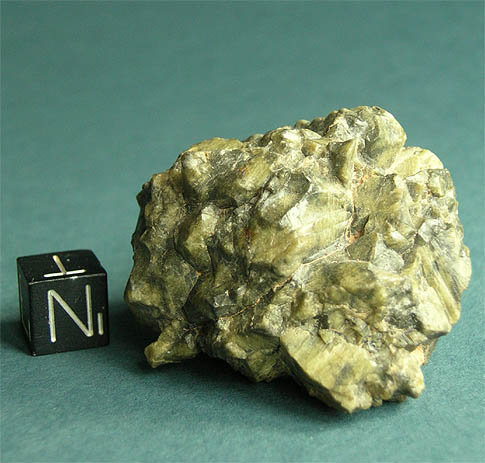
Diogenita de Tatahouina.

Les diogenites són un subgrup d'acondrites asteroidals, un tipus de meteorits rocosos acondrítics.

## Origen i composició
Les diogenites es creu en l'actualitat que s'originen des de les profunditats de l'escorça de l'asteroide 4 Vesta, i com a tals són formen part del subgrup dels meteorits HED. N'hi ha al voltant de 40 membres de diferents conegudes.
Prop de 40 peces separades que es coneix com un dels meteorits de Tataouina, acondrita de color verd clar, va caure el 27 juliol de 1931, composta principalment per ortopiroxè amb un 23% ferrosilita i un 1,5% de wol·lastonita: el 1994 el caçador de meteorits Alain Carion va trobar al lloc algunes mostres que contenien bacteris, mentre que no existien les mostres de 1931. Aquests bacteris, que mostra l'evolució química d'aquest meteorit contaminat amb bacteris d'origen terrestre, com el meteorit d'origen marcià ALH84001.
Es componen de roques ígnies d'origen plutònic, que es va solidificar amb la suficient lentitud dins de l'escorça de Vesta, per formar cristalls més grans que eucrits. Principalment es componen de piroxè ric en magnesi, amb petites quantitats de plagioclasa i olivina.

## Nom
Les diogenites porten el nom de Diògenes d'Apol·lònia, un filòsof grec del segle v aC, que va ser el primer a suggerir un origen extraterrestre dels meteorits.